# نورث امریکن سابریلاینر
نورث امریکن سابریلاینر (به انگلیسی: North American Sabreliner) یک هواپیمای ساختِ کارخانهٔ نورث امریکن اوییشن در کشور ایالات متحده آمریکا است که در سال ۱۹۵۹ ساخته شد. نخستین استفاده‌کنندهٔ این هواپیما نیروی هوایی ایالات متحده آمریکا بوده‌است. این هواپیما برای نخستین بار در ۱۶ سپتامبر ۱۹۵۸ میلادی مورد استفاده قرار گرفت.